# 服部寛一郎
服部 寛一郎（はっとり かんいちろう）は静岡県出身の元静岡県議会議員、元静岡市議会議員。静岡県オンブズマンネットワーク代表。｢ハットリカンちゃん｣の愛称で知られる。

## 概要
静岡市議会議員時代、市議会で当時の天野進吾静岡市長の疑惑を追及し同市長を辞職に追い込んだことで広くその名を知られるようになり、その勢いで静岡県議会議員選挙に立候補し当選した。
静岡県議会議員となった後は、矛先を静岡市から静岡県に転じ、県議会議員の権限や県の情報公開制度を利用し、静岡県の官官接待や静岡県警のカラ出張などを追及した。
県議会議員から引退後、県議会元議員会を相手に県からの補助金の返還を求めて訴訟を起こしており、現在訴訟継続中である。
また、服部は静岡空港建設反対運動の有力活動家の1人でもある。
服部は、全国市民オンブズマン連絡会議の静岡県内における中心人物として活動しているが、服部やその後継者の松谷清らによる、議員としての政治活動を行いながら市民オンブズマン活動を行うという静岡県の市民オンブズマンの活動手法は、行政と一線を画して活動する一般的な市民オンブズマンの活動とは異質である。

## トリビア
服部は、静岡県議会議員時代一貫して無所属だった。一方、服部により静岡市長辞職に追い込まれた天野進吾は、その後、自由民主党を離党して1996年の衆議院議員選挙に立候補して落選し、1997年の静岡県議会議員補欠選挙で議員に返り咲いた後も天野の県議会自由民主党会派への復帰は認められず無所属議員となったため、服部と天野は、天野が自由民主党に復帰を認められる翌年まで同じ無所属議員控室を使うこととなった。